# Trzemeśnia
Trzemeśnia is een dorp in het Poolse woiwodschap Klein-Polen, in het district Myślenicki. De plaats maakt deel uit van de gemeente Myślenice en telt 2000 inwoners.